# Al Rashid

Bandiera del Emirato di Ha'il, 1835-1920

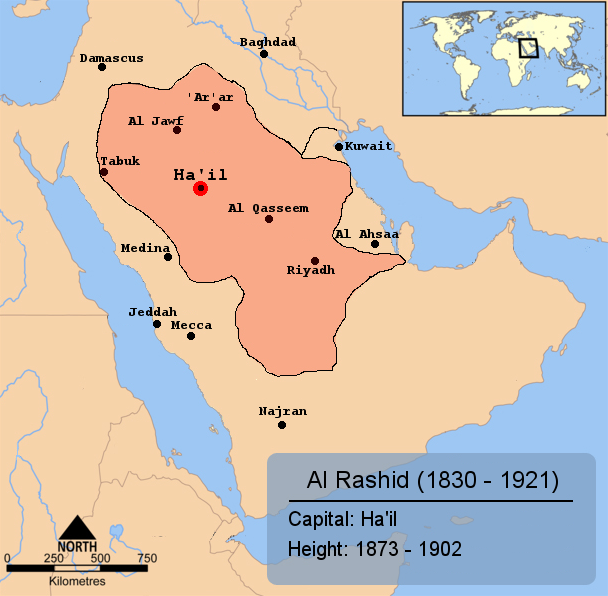
I domini dell'Āl Rashīd al momento della loro massima estensione

Āl Rashīd (in arabo  آل رشيد ‎?, Āl Rashīd, ossia Casato dei Rashīd), è stata una dinastia storica della Penisola arabica. 

Presente ad Ha'il, città del nord del Najd, si affermò grazie alla sua collocazione lungo il tragitto tradizionale del Ḥajj che dalla Siria porta alla Mecca e che consentiva di approvvigionare i numerosi pellegrini che si dirigevano alla Kaʿba e alle altre località coinvolte nel Grande Pellegrinaggio del mese di Dhū l-Ḥijja. 
I governanti di questa città discendevano dall'emiro ʿAbd Allāh b. Rashīd.
Furono a capo dell'emirato di Jebel Shammar dal 1891 al 1932.